# Seifenfehler
Als Seifenfehler bezeichnet man den Verlust oder die Beeinträchtigung der Wirkung von Desinfektionsmitteln durch Rückstände von Seifen und anderen anionischen Tensiden. Besonders ausgeprägt ist der Seifenfehler bei quartären Ammoniumverbindungen. Der Seifenfehler beruht auf der Tatsache, dass die Tensid-Kationen die Bindung der Kationen der Desinfektionsmittel verhindert. Dadurch wird die Störung des Membranpotentials, auf dem die desinfizierende Wirkung beruht, unterbunden. In höheren Konzentrationen werden nicht nur quaternäre Ammoniumverbindungen, sondern auch Aldehyde inaktiviert. Aufgrund des Seifenfehlers dürfen Desinfektionsmittel nicht mit Reinigungsmitteln vermischt werden und Seifenrückstände müssen vor der Desinfektion gründlich entfernt werden. Zudem können bei der Mischung gesundheitsschädliche Dämpfe entstehen.
Der Wirkverlust von Desinfektionsmitteln durch Proteine wird als Eiweißfehler bezeichnet.